# Catualium
Catualium, het hedendaagse Heel, was een Romeinse nederzetting in de provincie Neder-Germanië (Germania Inferior). Catualium staat vermeld op de Peutingerkaart (Tabula Peutingeriana) tussen Feresne (Dilsen) en Blariacum ((Hout-) Blerick).

## Geschiedenis
Catualium werd gesticht in een overgangsgebied van beekdal naar vruchtbare hoger gelegen gronden. Daarbuiten lagen hogere zandgronden, afgewisseld met moerassige vennen. Catualium was zoals vrijwel alle Romeinse nederzettingen in Neder-Germanië een legerkamp met een nabijgelegen burgernederzetting. De bloeitijd van Catualium lag tussen 200 en 400. De meeste vondsten uit de Romeinse tijd werden opgegraven rond de Stefanuskerk in Heel, op de terreinen van St. Anna en aan de Panheelderweg; waarschijnlijk lag Catualium op deze plaats. Een aantal vondsten is in het gemeentehuis van Maasgouw tentoongesteld. Aan de Panheelderweg werd in de jaren 60 een Romeins grafveld opgegraven, waarvan de vondsten in het bezit zijn van het Limburgs Museum.

## Etymologie
Catualium is de gekeltiseerde vorm van een Germaanse plaatsnaam die is samengesteld uit de leden haþu- (strijd) en walla- (wal).
De Germaanse naam veranderde in de loop der eeuwen via Catualium, Hathualium, Hethelium, Hethele en Hedele in 1650 in Heel.